# Euseius amissibilis
Euseius amissibilis är en spindeldjursart som beskrevs av Meshkov 1991. Euseius amissibilis ingår i släktet Euseius och familjen Phytoseiidae. Inga underarter finns listade i Catalogue of Life.